# Li Hak-Son
Li Hak-Son, född den 12 augusti 1969, är en nordkoreansk brottare som tog OS-guld i flugviktsbrottning i fristilsklassen 1992 i Barcelona.